# فاسيلي كونستانتين
فاسيلي كونستانتين (بالرومانية: Vasile Constantin)‏ هو لاعب كرة قدم روماني في مركز الوسط، ولد في 18 يناير 1998 في كرايوفا في رومانيا. لعب مع نادي يونيفيرسيتاتيا كرايوفا.

## وصلات خارجية
- فاسيلي كونستانتين على موقع قاعدة بيانات كرة القدم.إي يو (الإنجليزية)
- فاسيلي كونستانتين على موقع Soccerway.com (الإنجليزية)